# Dick Davis
Dick Davis  (* 15. April 1917 in Jackson (Mississippi) als Richard Earl Davis; † 19. Januar 1954 in Chicago) war ein US-amerikanischer Jazz- und Rhythm-and-Blues-Tenorsaxophonist und Bandleader.
Dick Davis wuchs in Chicago auf, nachdem seine Familie 1924 dorthin gezogen war. Er graduierte Anfang 1938 an der DuSable High School und arbeitete danach als professioneller Musiker, zuerst in der Formation Sunset Royals (1938). Nach dem Zweiten Weltkrieg, wo er im Pazifik die Tanzband seiner Einheit geleitet hatte, kehrte er nach Chicago zurück und war weiterhin in der lokalen Clubszene tätig. Ab Beginn des Jahres 1946 leitete er eine eigene Band, die in der Tradesmen's Show Lounge (6240 Cottage Grove Avenue) unter der Bandbezeichnung  Richard E. Davis & His Westcoast Swingsters spielte. Nach dem Engagement im Tradesmen's trat er auch in den Clubs Boulevard Lounge und Jimmie's Palm Garden auf. Im Juni 1946 entstanden erste Aufnahmen für Miracle Records, die auch die ersten Veröffentlichungen dieses Labels darstellten, „Blues in My Heart“, eine Ballade, die von Benny Carter stammte, sowie die auf „I Got Rhythm“ basierende Instrumentalnummer „Tenor-Mental Moods“. Mitwirkende Musiker waren George Rhodes (Piano); Eddie Calhoun (Bass) und „Little Jimmy“ [Hoskins] (Schlagzeug), sowie zusätzlich die Tenorsaxophonisten Tommy „Madman“ Jones und Eddie Chamblee.
Bei der nächsten Miracle-Session begleitete die Dick Davis-Band den Vokalisten Rudy Richardson; hier wirkte Sonny Thompson als Pianist mit. Anfang 1947 traten Dick Davis and his Swing Combo erneut in der Tradesmen's Lounge auf, Mitte 1949 in der  „Q“ Lounge (114 East 43rd Street), im April 1950 in der Corner Lounge (1900 West Lake). Nach einer längeren Erkrankung von September 1951 bis Anfang 1954 wurde Dick Davis Mitglied in der King Kolax Band, mit der noch einige Aufnahmen entstanden, bevor er im Januar 1954 im Alter von nur 36 Jahren an Lungenentzündung verstarb.